# Religieuses Hospitalières de Saint-Joseph
Pour les articles homonymes, voir Hospitalière (homonymie).
Les Religieuses hospitalières de Saint-Joseph sont une communauté religieuse fondée en France en 1636 par Jérôme Le Royer de La Dauversière et Marie de La Ferre. Plus précisément, il s'agit d'un institut de vie consacrée de type religieux à apostolat hospitalier cloîtré. 
Les Religieuses hospitalières de Saint-Joseph ont été des collaboratrices de Jeanne Mance et sont reconnues pour leurs travaux pionniers à l'Hôtel-Dieu de Montréal, l'Hôtel-Dieu de Sorel, l'Hôtel-Dieu d'Arthabaska et plusieurs autres Hôtels-Dieu et hôpitaux canadiens. Elles ont profondément marqué l'histoire de la santé au Canada et ont fondé des hôpitaux à travers l'Amérique du Nord. Elles ont notamment laissé le musée des Hospitalières de l'Hôtel-Dieu de Montréal.
L'œuvre des Hospitalières déborda largement des frontières du Québec. La majorité des hôpitaux francophones du Nouveau-Brunswick furent fondés par elles, notamment l'hôpital/lazaret de Tracadie et le sanatorium de Bathurst. 
Le boulevard Saint-Joseph de Montréal est nommé en leur honneur.

## Histoire

### Naissance des hospitalières à La Flèche
Les sœurs hospitalières de Saint-Joseph sont fondées sous l'impulsion de Jérôme Le Royer de La Dauversière, receveur de tailles et contrôleur du grenier à sel de La Flèche, dans l'actuel département de la Sarthe. Le 2 février 1630, alors qu'il est en train de prier devant la statue de Notre-Dame-du-Chef-du-Pont, dans l'ancienne chapelle du château des Carmes lors de la fête de la Purification, il se sent appelé à fonder une congrégation religieuse hospitalière au service des pauvres et des malades à La Flèche. À cette époque, la ville ne dispose que d'un hôpital en très mauvais état, comme c'est le cas dans de nombreuses villes de l'ouest de la France. Dans un premier temps, Jérôme Le Royer ne donne pas suite à son projet, puis il tombe gravement malade à l'automne 1632, ce qui l'empêche d'exercer ses différentes fonctions. La maladie et la guérison qui s'ensuit marquent un tournant. Dès 1633, il dit faire l'expérience de nouvelles grâces mystiques et confie ses visions à son directeur spirituel, le père Étienne, un récollet. Celui-ci souhaite les soumettre à un homme expérimenté et envoie Jérôme Le Royer vers le recteur du collège de La Flèche, le père Chauveau, qui se montre très réservé et lui conseille de se consacrer à son devoir d'état.
En 1635, à l'occasion d'un voyage à Paris, Jérôme Le Royer se rend dans la cathédrale Notre-Dame de Paris où il dit recevoir de nouvelles grâces. Il promet alors de devenir un serviteur fidèle de la Vierge Marie. Il consulte à nouveau le père Chauveau, qui devient alors un appui pour lui, ainsi que le père Bernier à Meudon. L'hôpital de La Flèche, qui ne peut répondre aux besoins des malades, ne se compose alors que d'une salle commune, d'une chambre avec deux lits, d'une petite chapelle dédiée à Sainte Marguerite et d'une petite maison pour l'aumônier. La rénovation de cet hôpital devient un enjeu majeur pour la municipalité qui nomme des administrateurs chargés de la gestion de l'établissement parmi lesquels plusieurs membres de la famille de Jérôme Le Royer. Celui-ci s'engage à son tour et prend en charge sur ses deniers personnels la reconstruction des bâtiments dès 1634, en premier lieu celle de la chapelle qui est alors dédiée à Saint Joseph. Son ami Pierre Chevrier, baron de Fancamp, fait un don de 1 000 livres pour financer les travaux.
Dans le salon d'un riche veuve fléchoise, madame Bidault de La Barre, Jérôme Le Royer fait la rencontre de Marie de La Ferre, une femme fortunée qui a choisi comme lui de consacrer sa vie à la prière et aux pauvres. Ensemble, ils fondent la congrégation des hospitalières de Saint-Joseph. Marie de La Ferre, qui en devient la première supérieure, et son amie Anne Foureau commencent à servir au sein de l'Hôtel-Dieu, en compagnie des trois femmes qui y officiaient déjà. Elles débutent la vie commune le 18 mai 1636, le jour de la fête de la Sainte Trinité, mais n'ont encore aucun statut religieux officiel. Jérôme Le Royer souhaite que les femmes qui s'engagent dans la nouvelle communauté échappent aux contraintes de la vie religieuse cloîtrée, à l'image des filles de la Charité fondées en 1633 par saint Vincent de Paul. La municipalité fléchoise accepte son projet et signe un concordat avec lui le 23 décembre 1639. La gestion de l'hôpital est confiée aux filles de Saint-Joseph, qui vivent en communauté et recrutent elles-mêmes les servantes qui les assistent, mais n'étant pas encore liées par des vœux, elles conservent la possibilité de rentrer dans la vie civile quand elles le veulent.
La communauté des hospitalières de Saint-Joseph prospère rapidement et accueille ses premières recrues en 1640 et 1641. Elle compte une douzaine de membres, parmi lesquelles Jeanne, la fille de Jérôme Le Royer. La congrégation est approuvée par Claude de Rueil, évêque d'Angers, le 16 octobre 1643. Cette reconnaissance bien qu'officielle n'est nullement religieuse puisque les sœurs ne prononcent que des vœux simples et sont considérées comme des séculières. Jérôme Le Royer joue un rôle important dans la formation des premières sœurs et rédige d'ailleurs lui-même le premier chapitre des constitutions de la communauté. Avec l'appui de deux jésuites, le père Meslan puis le père Dubreuil, qui assure leur enseignement, Jérôme Le Royer exerce un rôle d'accompagnateur spirituel auprès des sœurs et tout particulièrement auprès de Marie de La Ferre avec qui il lie une amitié très forte.

### Expansion de la communauté
Jérôme Le Royer continue de travailler à l'expansion des hospitalières de Saint-Joseph, dont le nombre de sœurs présentes à La Flèche augmente rapidement jusqu'à atteindre plus de cinquante membres. En 1648, la ville de Laval adresse une demande aux sœurs en vue d'assurer la gestion d'un nouvel Hôtel-Dieu. Le contrat est signé le 16 juin et la communauté qui se forme à Laval devient alors la première filiale de celle de La Flèche. Dans le même temps, il se rend en février 1648 à Moulins pour trouver un accord avec la municipalité et y installer sa communauté. Il répond ainsi à l'appel du prêtre Gabriel Girault, ancien élève du collège de La Flèche. Les frais d'installation sont pris en charge par la duchesse de Montmorency et Marie de La Ferre, première supérieure des hospitalières de Saint-Joseph, est placée à la tête de ce nouvel établissement.
Le succès de cette entreprise fait que des demandes d'établissement affluent de plusieurs villes d'Anjou. En 1650, Marthe de La Beausse, qui œuvre à la fondation de l'Hôtel-Dieu de Baugé, se rend à La Flèche pour y demander l'aide de Jérôme Le Royer. Elle y rencontre Anne de Melun qui accepte de mettre sa fortune au service de la fondation, tandis que Jérôme Le Royer signe un concordat avec la ville le 26 novembre 1650, achète le domaine de Chamboisseau et envoie trois sœurs hospitalières de La Flèche à Baugé.
Face à l'expansion des sœurs hospitalières se pose alors la question de leur statut canonique. N'étant pas religieuses, il leur est impossible de fonder un ordre religieux dont chaque maison deviendrait une partie. C'est la raison pour laquelle les sœurs signaient une déclaration de fidélité à l'institut, en s'engageant à maintenir l'union avec la maison de La Flèche et à y revenir si elles y étaient appelées. Par ailleurs, Henri Arnauld, successeur de Claude de Rueil à l'évêché d'Angers, s'oppose à ce que les sœurs hospitalières de Saint-Joseph conservent leur statut de filles séculières. Ainsi, en 1655, il refuse de ratifier le contrat de fondation d'un hôpital tenu par les sœurs à Château-Gontier, alors que ce contrat avait déjà été signé par Jérôme Le Royer et la municipalité. La question de leur statut canonique divise les sœurs elles-mêmes, dont une partie souhaite comme Jérôme Le Royer rester dans l'état séculier et l'autre préférant modifier leur règle dans un sens religieux. C'est seulement en 1662, après le décès de Jérôme Le Royer, que l'évêque Herni Arnauld impose par décret les vœux solennels et la clôture aux sœurs de La Flèche.
La fondation de l'Hôtel-Dieu de Montréal est l'un des derniers grands projets de Jérôme Le Royer. En mars 1656, un accord est conclu avec les associés de la Société Notre-Dame de Montréal dans le but d'y envoyer des hospitalières. En 1659, Jeanne Mance, chargée de l'intendance de la colonie de Ville-Marie, revient en France pour recruter les religieuses qui prendront la responsabilité de l'établissement. Catherine Macé, Marie Maillet et Judith de Brésoles sont choisies à la suggestion de Jérôme Le Royer, cette dernière étant désignée pour devenir supérieure de l'hôtel-Dieu. Toutes trois s'embarquent le 29 juin de La Rochelle, en compagnie de plusieurs colons, en direction de Montréal.